# 深尾重良
深尾 重良（ふかお しげよし）は、安土桃山時代から江戸時代前期にかけての武将。土佐山内氏の家臣。土佐藩首席家老。土佐佐川初代領主。

## 生涯
深尾家は深尾刑部高義が近江国深尾庄の地名を姓とした。
弘治3年（1557年）、誕生。重良は美濃国山県郡太郎丸城主で、初め土岐氏に、次いで織田信忠に仕えたが、本能寺の変後は信孝、さらに溝口秀勝に従った。その間しばしば武功を挙げた。
天正13年（1585年）、山内一豊が近江長浜3万石の領主になった際、招かれ200人扶持を受け客分となる。天正18年（1590年）、小田原征伐では一豊に従って山中城を攻め、武功を挙げる。一豊が掛川領主になると3千石を給わる。慶長5年（1600年）、一豊に従って土佐国に入部し、佐川1万石を給わって首席家老になる。以来、忠義の婚儀、江戸城修築、名古屋城築城、大坂冬の陣・夏の陣、福島正則の改易など、ことごとく処す。寛永7年（1630年）、家督を養子の重昌に譲り、隠居料2千石を給わり高知に住む。
寛永9年（1632年）、死去。

## 系譜
- 室：山内一豊の姉の娘
- 義兄弟：山内可氏
  - 婿養子：深尾重忠（国家老）
  - 娘：深尾重忠の室
  - 養子：深尾重昌（2代佐川領主）